# Còlit del Karoo
El còlit del Karoo (Emarginata schlegelii) és una espècie d'ocell de la família dels muscicàpids (Muscicapidae) pròpia de l'Àfrica austral. Es troba a l'extrem sud-occidental d'Angola, l'oest de Namíbia i l'oest de Sud-àfrica. El seu hàbitat és el desert del Karoo i els matollars semiàrids del sud, estenent-se a les zones muntanyoses septentrionals. El seu estat de conservació es considera de risc mínim.